# Banaken Bassoken
Armand Joel Banaken Bassoken (Duala, Camerún; 26 de noviembre de 1983 – Indonesia; 3 de enero de 2023) fue un futbolista camerunés que jugaba en la posición de defensa.

## Carrera

### Club
| Periodo   | Club                    |
| --------- | ----------------------- |
| 2001-2007 | Union Douala            |
| 2008      | Les Astres FC           |
| 2008–2009 | Persewangi Banyuwangi   |
| 2009–2010 | Persitara North Jakarta |
| 2010–2011 | PSPS Pekanbaru          |
| 2011–2012 | Persijap Jepara         |

### Selección nacional
Jugó para Camerún en 20 partidos entre 2001 y 2007 sin anotar goles.

## Muerte
Falleció el 3 de enero de 2023 en un accidente de tránsito en su motocicleta en Indonesia.

## Logros
- Copa de Camerún: 1

2006